# Carex brachystachys
Carex brachystachys — вид квіткових рослин родини осокових (Cyperaceae). Ареал: Гори Центральної та Південної Європи (Австрія, Словаччина, Франція, Німеччина, Італія, Польща, Румунія, Іспанія, Швейцарія, Боснія і Герцеговина, Хорватія, Словенія). Це багаторічний або кореневищний геофіт, що росте передусім у помірному біомі.

## Екологія
Ця осока зустрічається у вологих ущелинах скель, на вологих скелях, у контакті з джерелами та на вологих гравійних ґрунтах, від передгір'я до субальпійського (альпійського) ярусу, з осередком залягання в гірському ярусі. Потребує вологих, вапняних, лужних і нейтральних, кам'янистих ґрунтів. Цвіте з травня по серпень.

## Біоморфологічна характеристика
Багаторічна густопучкова насичено-зелена рослина 10–30(40) см заввишки. Кореневище гіллясте, неповзуче. Стеблини тонкі, слабкі, округло-трикутні, гладкі. Листки м'які, вузьколінійні, до 1 мм завширшки, бороздчасті, піхви червонувато-бурі, не осипаються. Суцвіття 5–15 см завдовжки, складається з 1–4 колосочків. Колосочки 0,5–2 см завдовжки. Єдиний чоловічий колосочок світло-іржаво-коричневий і має довгу ніжку; на його верхньому кінці іноді зустрічаються жіночі квітки; два або три жіночі колосочки містять нещільні квітки; їхня ніжка довга й тонка. Рилець 3. Плодові мішечки від блідо-зеленого до коричневого кольору, шовковисто-блискучі, голі, звужуються до дзьоба, 3–4 мм завдовжки; він у три-чотири рази більший за товщину. 2n=40.